# ایزومی کیتا
ایزومی کیتا (انگلیسی: Izumi Kitta; ۲۷ نوامبر ۱۹۸۴ – ) خواننده، صداپیشه، و منتقد اهل ژاپن بود. وی از سال ۲۰۰۸ میلادی تاکنون مشغول فعالیت بوده‌است.